# Wapen van Heers

Het wapen van Heers (sinds 1909).

Het wapen van Heers is het heraldisch wapen van de Limburgse gemeente Heers. Het wapen werd voor het eerst op 19 april 1907 bij Koninklijk Besluit aan de gemeente toegekend en op 26 augustus 1978 bij Ministerieel Besluit herbevestigd.

## Geschiedenis

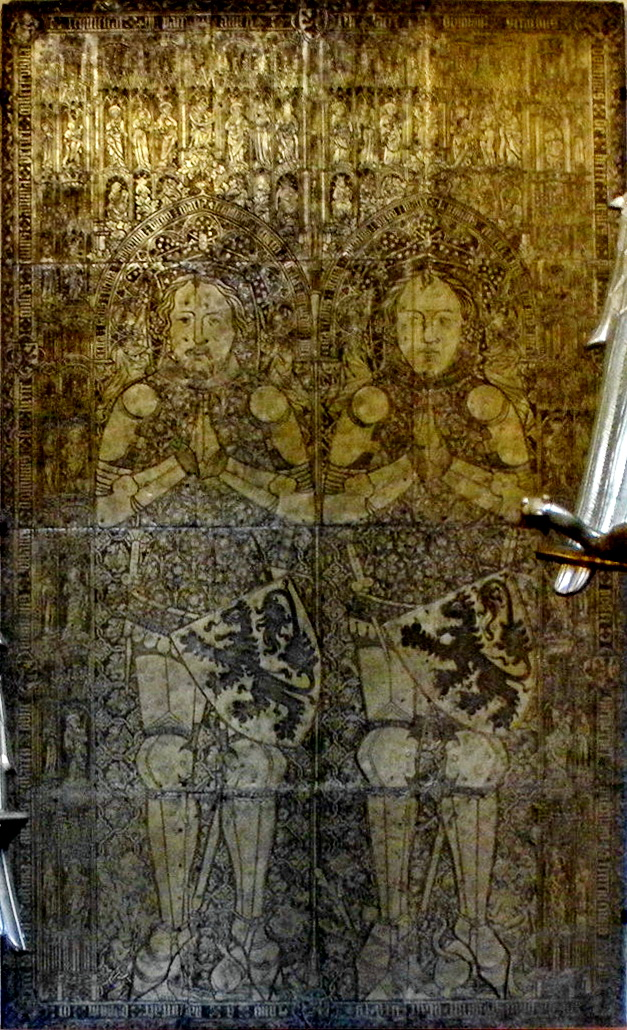
Grafplaat Jan en Gerard van Heers, voorheen in de Sint-Martinuskerk van Heers (KMKG, Brussel).

Het gemeentewapen is ontleend aan het wapen van de ridders van Heers, die over het dorp heersten van de 11e eeuw tot 1421. Dit wapen kan worden teruggevonden op de grafplaat van Jan van Heers (1332) en Gerard van Heers (1398) alsook in het Wapenboek Gelre. Gelre geeft als kleuren een gouden leeuw in keel, terwijl bij Jacques de Hermicourt (1333-1403) het wapen als een leeuw van keel in goud wordt afgebeeld. Het gemeentebestuur koos in 1907 voor deze laatste kleurencombinatie. Na de fusie werd het wapen behouden, aangezien geen enkel ander van de deelgemeenten een eigen wapen had.

## Blazoenering
De eerste blazoenering luidde:

In goud een rode leeuw, blauw geklauwd en getongd.
— Koninklijk Besluit van 19 april 1907.

De huidige blazoenering luidt:

Van goud met blauw gewapende en getongde rode leeuw.
— Ministerieel Besluit van 26 augustus 1978.